# 朝来郡
- 令制国一覧 > 山陰道 > 但馬国 > 朝来郡
- 日本 > 近畿地方 > 兵庫県 > 朝来郡

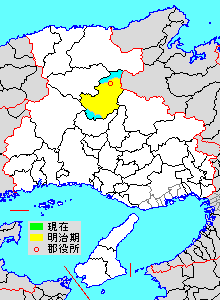
兵庫県朝来郡の位置（水色：後に他郡に編入された区域）

朝来郡（あさごぐん）は、兵庫県（但馬国）にあった郡。

## 郡域
1879年（明治12年）に行政区画として発足した当時の郡域は、朝来市の大部分（和田山町岡、和田山町土田、和田山町平野、和田山町東谷、和田山町寺谷、和田山町寺内、和田山町室尾、和田山町和田、和田山町竹ノ内以北、生野町真弓・生野町川尻・生野町栃原および和田山町駅北・生野町口銀谷の各一部を除く）にあたる。

## 歴史

### 古代

#### 郷
『和名類聚抄』に記される郡内の郷。
- 山口郷
- 桑市郷
- 伊田郷
- 賀都郷
- 枚田郷
- 東河郷
- 朝来郷
- 粟鹿郷
- 磯部郷

なお『播磨国風土記』によると、生野は神前郡に含んでいると考えられる。

#### 式内社
『延喜式』神名帳に記される郡内の式内社。
| 神名帳                     | 神名帳           | 神名帳 | 神名帳         | 比定社               | 比定社                   | 比定社             | 集成 |
| 社名                       | 読み             | 格     | 付記           | 社名                 | 所在地                   | 備考               | 集成 |
| -------------------------- | ---------------- | ------ | -------------- | -------------------- | ------------------------ | ------------------ | ---- |
| 朝来郡 9座（大1座・小8座） |                  |        |                |                      |                          |                    |      |
| 粟鹿神社                   | アハカノ         | 名神大 |                | 粟鹿神社             | 兵庫県朝来市山東町粟鹿   | 但馬国二宮（一宮） |      |
| 朝来石部神社               | アサコノイソベノ | 小     |                | 石部神社             | 兵庫県朝来市山東町滝田   |                    |      |
| 刀我石部神社               | トカノ-          | 小     |                | 石部神社             | 兵庫県朝来市和田山町宮   |                    |      |
| 兵主神社                   | ヒヤウズノ       | 小     |                | （論）兵主神社       | 兵庫県朝来市山東町柿坪   |                    |      |
| 兵主神社                   | ヒヤウズノ       | 小     | （論）八幡社   | 兵庫県朝来市山東町森 |                          |                    |      |
| 赤淵神社                   | アカフチノ       | 小     |                | 赤淵神社             | 兵庫県朝来市和田山町牧田 |                    |      |
| 伊由神社                   | イユノ           | 小     |                | （論）伊由神社       | 兵庫県朝来市伊由市場     |                    |      |
| 伊由神社                   | イユノ           | 小     | （論）青倉神社 | 兵庫県朝来市山内     |                          |                    |      |
| 伊由神社                   | イユノ           | 小     | （論）小手巻社 | 兵庫県朝来市納座     |                          |                    |      |
| 倭文神社                   | シトリノ シツノ  | 小     |                | 倭文神社             | 兵庫県朝来市生野町円山   |                    |      |
| 足鹿神社                   | アシカノ         | 小     |                | 足鹿神社             | 兵庫県朝来市八代         |                    |      |
| 佐嚢神社                   | サナノ サナキ    | 小     |                | 佐嚢神社             | 兵庫県朝来市佐嚢         |                    |      |
| 凡例を表示                 |                  |        |                |                      |                          |                    |      |

### 近世以降の沿革
- 「旧高旧領取調帳データベース」に記載されている明治初年時点での支配は以下の通り[注釈 2]。幕末時点では全域が生野代官所が管轄する幕府領であったが、明治2年に下記1町15村が篠山藩領となった[注釈 3]。（4町84村）

| 知行   | 知行       | 村数     | 村名 |
| ------ | ---------- | -------- | --- |
| 幕府領 | 幕府領     | 3町 69村 | 生野、猪野々村、竹原野村、上生野村、黒川村、円山村、菖蒲沢村、岩屋谷村、津村子村、口田路村、奥田路村、羽淵村、山口村、立野村、新井村、口八代村、奥八代村、山本村、土肥村、佐中村、平野村、神子畑村、老波村、口多々良木村、奥多々良木村、立脇村、桑市村、物部村、石田村、伊由市場村、山内村、納座村、川上村、久世田村、竹田町、迫間村、喜多垣村、溝黒村、森村、与布土村、三保村、柊木村、柿坪村、越田村、大月村、楽音寺村、末歳村、粟鹿村、柴村、一品村、早田村、筒江村、寺内村、市場村、安井下村、殿村、奥村、藤和村、久留引村、西牧田村、市御堂村、比治村、法興寺村、和田山村、牧田岡村、玉木村、桑原村、岡田村、柳原村、小谷村、沢村、白口町 |
| 藩領   | 丹波篠山藩 | 1町 15村 | 和賀村、滝田村、大垣村、矢名瀬町、矢名瀬村、新堂村、大内村、塩田村、野間村、金浦村、白井村、宮村、久田和村、和田村、中村、野村 |

- 慶応4年
  - 4月19日（1868年5月11日） - 生野代官所の管轄地域が府中裁判所の管轄となる。
  - 7月29日（1868年9月15日） - 府中裁判所の管轄地域が久美浜県の管轄となる。
- 明治2年8月10日（1869年9月15日） - 久美浜県の管轄地域が生野県の管轄となる。
- 明治4年
  - 7月14日（1871年8月29日） - 廃藩置県により、藩領が篠山県の管轄となる。
  - 11月2日（1871年12月13日） - 第1次府県統合により、全域が豊岡県の管轄となる。
- 明治9年（1876年）8月21日 - 第1次府県統合により兵庫県の管轄となる。
- 明治初年 - 津村子村が分割してそれぞれ津村・子村となる。（4町85村）
- 明治7年（1874年） - 山本村・土肥村・佐中村・平野村・神子畑村・老波村が合併して佐嚢村となる。（4町79村）
- 明治8年（1875年）（4町71村）
  - 岩屋谷村・津村・子村が合併して岩津村となる。
  - 口田路村・奥田路村が合併して田路村となる。
  - 口八代村・奥八代村が合併して八代村となる。
  - 口多々良木村・奥多々良木村が合併して多々良木村となる。
  - 寺内村・市場村が合併して加都村となる。
  - 菖蒲沢村が円山村に、牧田岡村が玉木村に、矢名瀬村が矢名瀬町にそれぞれ合併。
- 明治12年（1879年）1月8日 - 郡区町村編制法の兵庫県での施行により、行政区画としての朝来郡が発足。「養父朝来郡役所」が和田山村に設置され、養父郡とともに管轄。

### 町村制以降の沿革

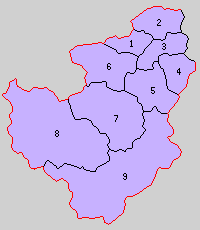
1.枚田村 2.東河村 3.梁瀬村 4.粟鹿村 5.与布土村 6.竹田村 7.中川村 8.山口村 9.生野町（紫：朝来市）

- 明治22年（1889年） - 町村制の施行により、以下の町村が発足。全域が現・朝来市。（1町8村）
  - 枚田村 ← 和田山村、玉木村、桑原村、法興寺村、西枚田村、市御堂村、比治村
  - 東河村 ← 柳原村、岡田村、野村、中村、和田村、久田和村、宮村、白井村
  - 梁瀬村 ← 矢名瀬町、滝田村、大内村、野間村、塩田村、金浦村、新堂村、末歳村、大月村、楽音寺村、小谷村、大垣村
  - 粟鹿村 ← 粟鹿村、和賀村、早田村、柴村、一品村
  - 与布土村 ← 柊木村、森村、喜多垣村、迫間村、与布土村、越田村、三保村、柿坪村、溝黒村
  - 竹田村 ← 久留引村、筒江村、加都村、安井下村、奥村、殿村、藤和村、竹田町、久世田村
  - 中川村 ← 物部村、桑市村、立脇村、多々良木村、伊由市場村、石田村、沢村、山内村、納座村、川上村、八代村［奥八代］
  - 山口村 ← 新井村、八代村［口八代］、佐嚢村、羽淵村、田路村、立野村、山口村、岩津村
  - 生野町 ← 生野[注釈 12]、白口町、円山村、黒川村、竹原野村、上生野村、猪野々村、神西郡森垣村、真弓村
- 明治29年（1896年）7月1日 - 郡制を施行。郡役所が枚田村に設置。
- 大正12年（1923年）4月1日 - 郡会が廃止。郡役所は存続。
- 大正15年（1926年）
  - 4月1日 - 梁瀬村が町制施行して梁瀬町となる。（2町7村）
  - 7月1日 - 郡役所が廃止。以降は地域区分名称となる。
- 昭和2年（1927年）1月1日 - 竹田村が町制施行して竹田町となる。（3町6村）
- 昭和5年（1930年）4月10日 - 枚田村が町制施行・改称して和田山町となる。（4町5村）
- 昭和29年（1954年）3月31日（5町1村）
  - 山口村・中川村が合併して朝来町が発足。
  - 梁瀬町・粟鹿村・与布土村が合併して山東町が発足。
- 昭和30年（1955年）3月31日 - 和田山町・東河村が合併し、改めて和田山町が発足。（5町）
- 昭和31年（1956年）9月30日 - 和田山町・竹田町が養父郡南但町と合併し、改めて和田山町が発足。（4町）
- 昭和32年（1957年）4月1日 - 生野町が神崎郡大河内町の一部（栃原・川尻）を編入。
- 昭和34年（1959年）4月1日 - 和田山町の一部（堀畑の一部を除く[注釈 13]）が養父郡養父町に編入。
- 昭和48年（1973年）5月1日 - 以下の境界変更を実施[1]。
  - 生野町（円山字京田の一部）が朝来町に編入。
  - 朝来町（岩津字京田の一部）が生野町に編入。
- 平成17年（2005年）4月1日 - 生野町・和田山町・山東町・朝来町が合併して朝来市が発足。同日朝来郡消滅。

### 変遷表
| 旧 郡    | 明治以前     | 明治初年 - 明治22年        | 明治初年 - 明治22年  | 明治22年 4月1日 町村制施行 | 明治22年 - 昭和20年          | 昭和21年 - 昭和30年                        | 昭和31年 - 昭和64年         | 昭和31年 - 昭和64年               | 平成元年 - 現在             | 現在   |
| -------- | ------------ | -------------------------- | -------------------- | -------------------------- | ---------------------------- | ------------------------------------------ | --------------------------- | --------------------------------- | --------------------------- | ------ |
| 養 父 郡 | 堀畑村       | 堀畑村                     | 一部 を除く          | 大蔵村                     | 大蔵村                       | 昭和30年3月31日 南但町                     | 昭和31年9月30日 和田山町    | 昭和34年4月1日 養父郡養父町に編入 | 平成16年4月1日 養父市の一部 | 養父市 |
| 養 父 郡 | 堀畑村       | 堀畑村                     | 一部                 | 大蔵村                     | 大蔵村                       | 昭和30年3月31日 南但町                     | 昭和31年9月30日 和田山町    | 和田山町                          | 平成17年4月1日 朝来市       | 朝来市 |
| 養 父 郡 | 寺谷村       | 寺谷村                     | 寺谷村               | 大蔵村                     | 大蔵村                       | 昭和30年3月31日 南但町                     | 昭和31年9月30日 和田山町    | 和田山町                          | 平成17年4月1日 朝来市       | 朝来市 |
| 養 父 郡 | 東谷村       | 東谷村                     | 東谷村               | 大蔵村                     | 大蔵村                       | 昭和30年3月31日 南但町                     | 昭和31年9月30日 和田山町    | 和田山町                          | 平成17年4月1日 朝来市       | 朝来市 |
| 養 父 郡 | 平野村       | 平野村                     | 平野村               | 大蔵村                     | 大蔵村                       | 昭和30年3月31日 南但町                     | 昭和31年9月30日 和田山町    | 和田山町                          | 平成17年4月1日 朝来市       | 朝来市 |
| 養 父 郡 | 土田村       | 土田村                     | 土田村               | 大蔵村                     | 大蔵村                       | 昭和30年3月31日 南但町                     | 昭和31年9月30日 和田山町    | 和田山町                          | 平成17年4月1日 朝来市       | 朝来市 |
| 養 父 郡 | 法道寺村     | 法道寺村                   | 法道寺村             | 大蔵村                     | 大蔵村                       | 昭和30年3月31日 南但町                     | 昭和31年9月30日 和田山町    | 和田山町                          | 平成17年4月1日 朝来市       | 朝来市 |
| 養 父 郡 | 岡村         | 岡村                       | 岡村                 | 大蔵村                     | 大蔵村                       | 昭和30年3月31日 南但町                     | 昭和31年9月30日 和田山町    | 和田山町                          | 平成17年4月1日 朝来市       | 朝来市 |
| 養 父 郡 | 宮内村       | 宮内村                     | 宮内村               | 大蔵村                     | 大蔵村                       | 昭和30年3月31日 南但町                     | 昭和31年9月30日 和田山町    | 和田山町                          | 平成17年4月1日 朝来市       | 朝来市 |
| 養 父 郡 | 高田村       | 高田村                     | 高田村               | 大蔵村                     | 大蔵村                       | 昭和30年3月31日 南但町                     | 昭和31年9月30日 和田山町    | 和田山町                          | 平成17年4月1日 朝来市       | 朝来市 |
| 養 父 郡 | 宮田村       | 宮田村                     | 明治8年 宮田村       | 大蔵村                     | 大蔵村                       | 昭和30年3月31日 南但町                     | 昭和31年9月30日 和田山町    | 和田山町                          | 平成17年4月1日 朝来市       | 朝来市 |
| 養 父 郡 | 高瀬村       | 高瀬村                     | 明治8年 宮田村       | 大蔵村                     | 大蔵村                       | 昭和30年3月31日 南但町                     | 昭和31年9月30日 和田山町    | 和田山町                          | 平成17年4月1日 朝来市       | 朝来市 |
| 養 父 郡 | 林垣村       | 林垣村                     | 林垣村               | 糸井村                     | 糸井村                       | 昭和30年3月31日 南但町                     | 昭和31年9月30日 和田山町    | 和田山町                          | 平成17年4月1日 朝来市       | 朝来市 |
| 養 父 郡 | 寺内村       | 寺内村                     | 寺内村               | 糸井村                     | 糸井村                       | 昭和30年3月31日 南但町                     | 昭和31年9月30日 和田山町    | 和田山町                          | 平成17年4月1日 朝来市       | 朝来市 |
| 養 父 郡 | 室尾村       | 室尾村                     | 室尾村               | 糸井村                     | 糸井村                       | 昭和30年3月31日 南但町                     | 昭和31年9月30日 和田山町    | 和田山町                          | 平成17年4月1日 朝来市       | 朝来市 |
| 養 父 郡 | 高生田村     | 高生田村                   | 高生田村             | 糸井村                     | 糸井村                       | 昭和30年3月31日 南但町                     | 昭和31年9月30日 和田山町    | 和田山町                          | 平成17年4月1日 朝来市       | 朝来市 |
| 養 父 郡 | 市場村       | 市場村                     | 市場村               | 糸井村                     | 糸井村                       | 昭和30年3月31日 南但町                     | 昭和31年9月30日 和田山町    | 和田山町                          | 平成17年4月1日 朝来市       | 朝来市 |
| 養 父 郡 | 和田村       | 和田村                     | 和田村               | 糸井村                     | 糸井村                       | 昭和30年3月31日 南但町                     | 昭和31年9月30日 和田山町    | 和田山町                          | 平成17年4月1日 朝来市       | 朝来市 |
| 養 父 郡 | 竹ノ内村     | 竹ノ内村                   | 竹ノ内村             | 糸井村                     | 糸井村                       | 昭和30年3月31日 南但町                     | 昭和31年9月30日 和田山町    | 和田山町                          | 平成17年4月1日 朝来市       | 朝来市 |
| 出 石 郡 | 奥山村の一部 | 明治初年 分立 養父郡奥山村 | 明治15年 改称 朝日村 | 糸井村                     | 糸井村                       | 昭和30年3月31日 南但町                     | 昭和31年9月30日 和田山町    | 和田山町                          | 平成17年4月1日 朝来市       | 朝来市 |
| 朝 来 郡 | 和田山村     | 和田山村                   | 和田山村             | 枚田村                     | 昭和5年4月10日 町制 和田山町 | 昭和30年3月31日 和田山町                   | 昭和31年9月30日 和田山町    | 和田山町                          | 平成17年4月1日 朝来市       | 朝来市 |
| 朝 来 郡 | 西枚田村     | 西枚田村                   | 西枚田村             | 枚田村                     | 昭和5年4月10日 町制 和田山町 | 昭和30年3月31日 和田山町                   | 昭和31年9月30日 和田山町    | 和田山町                          | 平成17年4月1日 朝来市       | 朝来市 |
| 朝 来 郡 | 桑原村       | 桑原村                     | 桑原村               | 枚田村                     | 昭和5年4月10日 町制 和田山町 | 昭和30年3月31日 和田山町                   | 昭和31年9月30日 和田山町    | 和田山町                          | 平成17年4月1日 朝来市       | 朝来市 |
| 朝 来 郡 | 法興寺村     | 法興寺村                   | 法興寺村             | 枚田村                     | 昭和5年4月10日 町制 和田山町 | 昭和30年3月31日 和田山町                   | 昭和31年9月30日 和田山町    | 和田山町                          | 平成17年4月1日 朝来市       | 朝来市 |
| 朝 来 郡 | 市御堂村     | 市御堂村                   | 市御堂村             | 枚田村                     | 昭和5年4月10日 町制 和田山町 | 昭和30年3月31日 和田山町                   | 昭和31年9月30日 和田山町    | 和田山町                          | 平成17年4月1日 朝来市       | 朝来市 |
| 朝 来 郡 | 比治村       | 比治村                     | 比治村               | 枚田村                     | 昭和5年4月10日 町制 和田山町 | 昭和30年3月31日 和田山町                   | 昭和31年9月30日 和田山町    | 和田山町                          | 平成17年4月1日 朝来市       | 朝来市 |
| 朝 来 郡 | 玉木村       | 玉木村                     | 明治8年 玉木村       | 枚田村                     | 昭和5年4月10日 町制 和田山町 | 昭和30年3月31日 和田山町                   | 昭和31年9月30日 和田山町    | 和田山町                          | 平成17年4月1日 朝来市       | 朝来市 |
| 朝 来 郡 | 牧田岡村     | 牧田岡村                   | 明治8年 玉木村       | 枚田村                     | 昭和5年4月10日 町制 和田山町 | 昭和30年3月31日 和田山町                   | 昭和31年9月30日 和田山町    | 和田山町                          | 平成17年4月1日 朝来市       | 朝来市 |
| 朝 来 郡 | 柳原村       | 柳原村                     | 柳原村               | 東河村                     | 東河村                       | 昭和30年3月31日 和田山町                   | 昭和31年9月30日 和田山町    | 和田山町                          | 平成17年4月1日 朝来市       | 朝来市 |
| 朝 来 郡 | 岡田村       | 岡田村                     | 岡田村               | 東河村                     | 東河村                       | 昭和30年3月31日 和田山町                   | 昭和31年9月30日 和田山町    | 和田山町                          | 平成17年4月1日 朝来市       | 朝来市 |
| 朝 来 郡 | 野村         | 野村                       | 野村                 | 東河村                     | 東河村                       | 昭和30年3月31日 和田山町                   | 昭和31年9月30日 和田山町    | 和田山町                          | 平成17年4月1日 朝来市       | 朝来市 |
| 朝 来 郡 | 中村         | 中村                       | 中村                 | 東河村                     | 東河村                       | 昭和30年3月31日 和田山町                   | 昭和31年9月30日 和田山町    | 和田山町                          | 平成17年4月1日 朝来市       | 朝来市 |
| 朝 来 郡 | 和田村       | 和田村                     | 和田村               | 東河村                     | 東河村                       | 昭和30年3月31日 和田山町                   | 昭和31年9月30日 和田山町    | 和田山町                          | 平成17年4月1日 朝来市       | 朝来市 |
| 朝 来 郡 | 久田和村     | 久田和村                   | 久田和村             | 東河村                     | 東河村                       | 昭和30年3月31日 和田山町                   | 昭和31年9月30日 和田山町    | 和田山町                          | 平成17年4月1日 朝来市       | 朝来市 |
| 朝 来 郡 | 宮村         | 宮村                       | 宮村                 | 東河村                     | 東河村                       | 昭和30年3月31日 和田山町                   | 昭和31年9月30日 和田山町    | 和田山町                          | 平成17年4月1日 朝来市       | 朝来市 |
| 朝 来 郡 | 白井村       | 白井村                     | 白井村               | 東河村                     | 東河村                       | 昭和30年3月31日 和田山町                   | 昭和31年9月30日 和田山町    | 和田山町                          | 平成17年4月1日 朝来市       | 朝来市 |
| 朝 来 郡 | 竹田町       | 竹田町                     | 竹田町               | 竹田村                     | 昭和2年1月1日 町制 竹田町    | 竹田町                                     | 昭和31年9月30日 和田山町    | 和田山町                          | 平成17年4月1日 朝来市       | 朝来市 |
| 朝 来 郡 | 久留引村     | 久留引村                   | 久留引村             | 竹田村                     | 昭和2年1月1日 町制 竹田町    | 竹田町                                     | 昭和31年9月30日 和田山町    | 和田山町                          | 平成17年4月1日 朝来市       | 朝来市 |
| 朝 来 郡 | 筒江村       | 筒江村                     | 筒江村               | 竹田村                     | 昭和2年1月1日 町制 竹田町    | 竹田町                                     | 昭和31年9月30日 和田山町    | 和田山町                          | 平成17年4月1日 朝来市       | 朝来市 |
| 朝 来 郡 | 安井下村     | 安井下村                   | 安井下村             | 竹田村                     | 昭和2年1月1日 町制 竹田町    | 竹田町                                     | 昭和31年9月30日 和田山町    | 和田山町                          | 平成17年4月1日 朝来市       | 朝来市 |
| 朝 来 郡 | 奥村         | 奥村                       | 奥村                 | 竹田村                     | 昭和2年1月1日 町制 竹田町    | 竹田町                                     | 昭和31年9月30日 和田山町    | 和田山町                          | 平成17年4月1日 朝来市       | 朝来市 |
| 朝 来 郡 | 殿村         | 殿村                       | 殿村                 | 竹田村                     | 昭和2年1月1日 町制 竹田町    | 竹田町                                     | 昭和31年9月30日 和田山町    | 和田山町                          | 平成17年4月1日 朝来市       | 朝来市 |
| 朝 来 郡 | 藤和村       | 藤和村                     | 藤和村               | 竹田村                     | 昭和2年1月1日 町制 竹田町    | 竹田町                                     | 昭和31年9月30日 和田山町    | 和田山町                          | 平成17年4月1日 朝来市       | 朝来市 |
| 朝 来 郡 | 久世田村     | 久世田村                   | 久世田村             | 竹田村                     | 昭和2年1月1日 町制 竹田町    | 竹田町                                     | 昭和31年9月30日 和田山町    | 和田山町                          | 平成17年4月1日 朝来市       | 朝来市 |
| 朝 来 郡 | 寺内村       | 寺内村                     | 明治8年 加都村       | 竹田村                     | 昭和2年1月1日 町制 竹田町    | 竹田町                                     | 昭和31年9月30日 和田山町    | 和田山町                          | 平成17年4月1日 朝来市       | 朝来市 |
| 朝 来 郡 | 市場村       | 市場村                     | 明治8年 加都村       | 竹田村                     | 昭和2年1月1日 町制 竹田町    | 竹田町                                     | 昭和31年9月30日 和田山町    | 和田山町                          | 平成17年4月1日 朝来市       | 朝来市 |
| 朝 来 郡 | 矢名瀬町     | 矢名瀬町                   | 明治8年 矢名瀬町     | 梁瀬村                     | 大正15年4月1日 町制 梁瀬町   | 昭和29年3月31日 山東町                     | 山東町                      | 山東町                            | 平成17年4月1日 朝来市       | 朝来市 |
| 朝 来 郡 | 矢名瀬村     | 矢名瀬村                   | 明治8年 矢名瀬町     | 梁瀬村                     | 大正15年4月1日 町制 梁瀬町   | 昭和29年3月31日 山東町                     | 山東町                      | 山東町                            | 平成17年4月1日 朝来市       | 朝来市 |
| 朝 来 郡 | 滝田村       | 滝田村                     | 滝田村               | 梁瀬村                     | 大正15年4月1日 町制 梁瀬町   | 昭和29年3月31日 山東町                     | 山東町                      | 山東町                            | 平成17年4月1日 朝来市       | 朝来市 |
| 朝 来 郡 | 大内村       | 大内村                     | 大内村               | 梁瀬村                     | 大正15年4月1日 町制 梁瀬町   | 昭和29年3月31日 山東町                     | 山東町                      | 山東町                            | 平成17年4月1日 朝来市       | 朝来市 |
| 朝 来 郡 | 野間村       | 野間村                     | 野間村               | 梁瀬村                     | 大正15年4月1日 町制 梁瀬町   | 昭和29年3月31日 山東町                     | 山東町                      | 山東町                            | 平成17年4月1日 朝来市       | 朝来市 |
| 朝 来 郡 | 塩田村       | 塩田村                     | 塩田村               | 梁瀬村                     | 大正15年4月1日 町制 梁瀬町   | 昭和29年3月31日 山東町                     | 山東町                      | 山東町                            | 平成17年4月1日 朝来市       | 朝来市 |
| 朝 来 郡 | 金浦村       | 金浦村                     | 金浦村               | 梁瀬村                     | 大正15年4月1日 町制 梁瀬町   | 昭和29年3月31日 山東町                     | 山東町                      | 山東町                            | 平成17年4月1日 朝来市       | 朝来市 |
| 朝 来 郡 | 新堂村       | 新堂村                     | 新堂村               | 梁瀬村                     | 大正15年4月1日 町制 梁瀬町   | 昭和29年3月31日 山東町                     | 山東町                      | 山東町                            | 平成17年4月1日 朝来市       | 朝来市 |
| 朝 来 郡 | 末歳村       | 末歳村                     | 末歳村               | 梁瀬村                     | 大正15年4月1日 町制 梁瀬町   | 昭和29年3月31日 山東町                     | 山東町                      | 山東町                            | 平成17年4月1日 朝来市       | 朝来市 |
| 朝 来 郡 | 大月村       | 大月村                     | 大月村               | 梁瀬村                     | 大正15年4月1日 町制 梁瀬町   | 昭和29年3月31日 山東町                     | 山東町                      | 山東町                            | 平成17年4月1日 朝来市       | 朝来市 |
| 朝 来 郡 | 楽音寺村     | 楽音寺村                   | 楽音寺村             | 梁瀬村                     | 大正15年4月1日 町制 梁瀬町   | 昭和29年3月31日 山東町                     | 山東町                      | 山東町                            | 平成17年4月1日 朝来市       | 朝来市 |
| 朝 来 郡 | 小谷村       | 小谷村                     | 小谷村               | 梁瀬村                     | 大正15年4月1日 町制 梁瀬町   | 昭和29年3月31日 山東町                     | 山東町                      | 山東町                            | 平成17年4月1日 朝来市       | 朝来市 |
| 朝 来 郡 | 大垣村       | 大垣村                     | 大垣村               | 梁瀬村                     | 大正15年4月1日 町制 梁瀬町   | 昭和29年3月31日 山東町                     | 山東町                      | 山東町                            | 平成17年4月1日 朝来市       | 朝来市 |
| 朝 来 郡 | 粟鹿村       | 粟鹿村                     | 粟鹿村               | 粟鹿村                     | 粟鹿村                       | 昭和29年3月31日 山東町                     | 山東町                      | 山東町                            | 平成17年4月1日 朝来市       | 朝来市 |
| 朝 来 郡 | 和賀村       | 和賀村                     | 和賀村               | 粟鹿村                     | 粟鹿村                       | 昭和29年3月31日 山東町                     | 山東町                      | 山東町                            | 平成17年4月1日 朝来市       | 朝来市 |
| 朝 来 郡 | 早田村       | 早田村                     | 早田村               | 粟鹿村                     | 粟鹿村                       | 昭和29年3月31日 山東町                     | 山東町                      | 山東町                            | 平成17年4月1日 朝来市       | 朝来市 |
| 朝 来 郡 | 柴村         | 柴村                       | 柴村                 | 粟鹿村                     | 粟鹿村                       | 昭和29年3月31日 山東町                     | 山東町                      | 山東町                            | 平成17年4月1日 朝来市       | 朝来市 |
| 朝 来 郡 | 一品村       | 一品村                     | 一品村               | 粟鹿村                     | 粟鹿村                       | 昭和29年3月31日 山東町                     | 山東町                      | 山東町                            | 平成17年4月1日 朝来市       | 朝来市 |
| 朝 来 郡 | 柊木村       | 柊木村                     | 柊木村               | 与布土村                   | 与布土村                     | 昭和29年3月31日 山東町                     | 山東町                      | 山東町                            | 平成17年4月1日 朝来市       | 朝来市 |
| 朝 来 郡 | 森村         | 森村                       | 森村                 | 与布土村                   | 与布土村                     | 昭和29年3月31日 山東町                     | 山東町                      | 山東町                            | 平成17年4月1日 朝来市       | 朝来市 |
| 朝 来 郡 | 喜多垣村     | 喜多垣村                   | 喜多垣村             | 与布土村                   | 与布土村                     | 昭和29年3月31日 山東町                     | 山東町                      | 山東町                            | 平成17年4月1日 朝来市       | 朝来市 |
| 朝 来 郡 | 迫間村       | 迫間村                     | 迫間村               | 与布土村                   | 与布土村                     | 昭和29年3月31日 山東町                     | 山東町                      | 山東町                            | 平成17年4月1日 朝来市       | 朝来市 |
| 朝 来 郡 | 与布土村     | 与布土村                   | 与布土村             | 与布土村                   | 与布土村                     | 昭和29年3月31日 山東町                     | 山東町                      | 山東町                            | 平成17年4月1日 朝来市       | 朝来市 |
| 朝 来 郡 | 越田村       | 越田村                     | 越田村               | 与布土村                   | 与布土村                     | 昭和29年3月31日 山東町                     | 山東町                      | 山東町                            | 平成17年4月1日 朝来市       | 朝来市 |
| 朝 来 郡 | 三保村       | 三保村                     | 三保村               | 与布土村                   | 与布土村                     | 昭和29年3月31日 山東町                     | 山東町                      | 山東町                            | 平成17年4月1日 朝来市       | 朝来市 |
| 朝 来 郡 | 柿坪村       | 柿坪村                     | 柿坪村               | 与布土村                   | 与布土村                     | 昭和29年3月31日 山東町                     | 山東町                      | 山東町                            | 平成17年4月1日 朝来市       | 朝来市 |
| 朝 来 郡 | 溝黒村       | 溝黒村                     | 溝黒村               | 与布土村                   | 与布土村                     | 昭和29年3月31日 山東町                     | 山東町                      | 山東町                            | 平成17年4月1日 朝来市       | 朝来市 |
| 朝 来 郡 | 新井村       | 新井村                     | 新井村               | 山口村                     | 山口村                       | 昭和29年3月31日 朝来町                     | 朝来町                      | 朝来町                            | 平成17年4月1日 朝来市       | 朝来市 |
| 朝 来 郡 | 羽淵村       | 羽淵村                     | 羽淵村               | 山口村                     | 山口村                       | 昭和29年3月31日 朝来町                     | 朝来町                      | 朝来町                            | 平成17年4月1日 朝来市       | 朝来市 |
| 朝 来 郡 | 立野村       | 立野村                     | 立野村               | 山口村                     | 山口村                       | 昭和29年3月31日 朝来町                     | 朝来町                      | 朝来町                            | 平成17年4月1日 朝来市       | 朝来市 |
| 朝 来 郡 | 山口村       | 山口村                     | 山口村               | 山口村                     | 山口村                       | 昭和29年3月31日 朝来町                     | 朝来町                      | 朝来町                            | 平成17年4月1日 朝来市       | 朝来市 |
| 朝 来 郡 | 山本村       | 山本村                     | 明治7年 佐嚢村       | 山口村                     | 山口村                       | 昭和29年3月31日 朝来町                     | 朝来町                      | 朝来町                            | 平成17年4月1日 朝来市       | 朝来市 |
| 朝 来 郡 | 土肥村       | 土肥村                     | 明治7年 佐嚢村       | 山口村                     | 山口村                       | 昭和29年3月31日 朝来町                     | 朝来町                      | 朝来町                            | 平成17年4月1日 朝来市       | 朝来市 |
| 朝 来 郡 | 佐中村       | 佐中村                     | 明治7年 佐嚢村       | 山口村                     | 山口村                       | 昭和29年3月31日 朝来町                     | 朝来町                      | 朝来町                            | 平成17年4月1日 朝来市       | 朝来市 |
| 朝 来 郡 | 平野村       | 平野村                     | 明治7年 佐嚢村       | 山口村                     | 山口村                       | 昭和29年3月31日 朝来町                     | 朝来町                      | 朝来町                            | 平成17年4月1日 朝来市       | 朝来市 |
| 朝 来 郡 | 神子畑村     | 神子畑村                   | 明治7年 佐嚢村       | 山口村                     | 山口村                       | 昭和29年3月31日 朝来町                     | 朝来町                      | 朝来町                            | 平成17年4月1日 朝来市       | 朝来市 |
| 朝 来 郡 | 老波村       | 老波村                     | 明治7年 佐嚢村       | 山口村                     | 山口村                       | 昭和29年3月31日 朝来町                     | 朝来町                      | 朝来町                            | 平成17年4月1日 朝来市       | 朝来市 |
| 朝 来 郡 | 口田路村     | 口田路村                   | 明治8年 田路村       | 山口村                     | 山口村                       | 昭和29年3月31日 朝来町                     | 朝来町                      | 朝来町                            | 平成17年4月1日 朝来市       | 朝来市 |
| 朝 来 郡 | 奥田路村     | 奥田路村                   | 明治8年 田路村       | 山口村                     | 山口村                       | 昭和29年3月31日 朝来町                     | 朝来町                      | 朝来町                            | 平成17年4月1日 朝来市       | 朝来市 |
| 朝 来 郡 | 岩屋谷村     | 岩屋谷村                   | 明治8年 岩津村       | 山口村                     | 山口村                       | 昭和29年3月31日 朝来町                     | 朝来町                      | 朝来町                            | 平成17年4月1日 朝来市       | 朝来市 |
| 朝 来 郡 | 津村子村     | 明治初年 津村              | 明治8年 岩津村       | 山口村                     | 山口村                       | 昭和29年3月31日 朝来町                     | 朝来町                      | 朝来町                            | 平成17年4月1日 朝来市       | 朝来市 |
| 朝 来 郡 | 津村子村     | 明治初年 子村              | 明治8年 岩津村       | 山口村                     | 山口村                       | 昭和29年3月31日 朝来町                     | 朝来町                      | 朝来町                            | 平成17年4月1日 朝来市       | 朝来市 |
| 朝 来 郡 | 口八代村     | 口八代村                   | 明治8年 八代村       | 山口村                     | 山口村                       | 昭和29年3月31日 朝来町                     | 朝来町                      | 朝来町                            | 平成17年4月1日 朝来市       | 朝来市 |
| 朝 来 郡 | 奥八代村     | 奥八代村                   | 明治8年 八代村       | 中川村                     | 中川村                       | 昭和29年3月31日 朝来町                     | 朝来町                      | 朝来町                            | 平成17年4月1日 朝来市       | 朝来市 |
| 朝 来 郡 | 口多々良木村 | 口多々良木村               | 明治8年 多々良木村   | 中川村                     | 中川村                       | 昭和29年3月31日 朝来町                     | 朝来町                      | 朝来町                            | 平成17年4月1日 朝来市       | 朝来市 |
| 朝 来 郡 | 奥多々良木村 | 奥多々良木村               | 明治8年 多々良木村   | 中川村                     | 中川村                       | 昭和29年3月31日 朝来町                     | 朝来町                      | 朝来町                            | 平成17年4月1日 朝来市       | 朝来市 |
| 朝 来 郡 | 物部村       | 物部村                     | 物部村               | 中川村                     | 中川村                       | 昭和29年3月31日 朝来町                     | 朝来町                      | 朝来町                            | 平成17年4月1日 朝来市       | 朝来市 |
| 朝 来 郡 | 桑市村       | 桑市村                     | 桑市村               | 中川村                     | 中川村                       | 昭和29年3月31日 朝来町                     | 朝来町                      | 朝来町                            | 平成17年4月1日 朝来市       | 朝来市 |
| 朝 来 郡 | 立脇村       | 立脇村                     | 立脇村               | 中川村                     | 中川村                       | 昭和29年3月31日 朝来町                     | 朝来町                      | 朝来町                            | 平成17年4月1日 朝来市       | 朝来市 |
| 朝 来 郡 | 伊由市場村   | 伊由市場村                 | 伊由市場村           | 中川村                     | 中川村                       | 昭和29年3月31日 朝来町                     | 朝来町                      | 朝来町                            | 平成17年4月1日 朝来市       | 朝来市 |
| 朝 来 郡 | 石田村       | 石田村                     | 石田村               | 中川村                     | 中川村                       | 昭和29年3月31日 朝来町                     | 朝来町                      | 朝来町                            | 平成17年4月1日 朝来市       | 朝来市 |
| 朝 来 郡 | 沢村         | 沢村                       | 沢村                 | 中川村                     | 中川村                       | 昭和29年3月31日 朝来町                     | 朝来町                      | 朝来町                            | 平成17年4月1日 朝来市       | 朝来市 |
| 朝 来 郡 | 山内村       | 山内村                     | 山内村               | 中川村                     | 中川村                       | 昭和29年3月31日 朝来町                     | 朝来町                      | 朝来町                            | 平成17年4月1日 朝来市       | 朝来市 |
| 朝 来 郡 | 納座村       | 納座村                     | 納座村               | 中川村                     | 中川村                       | 昭和29年3月31日 朝来町                     | 朝来町                      | 朝来町                            | 平成17年4月1日 朝来市       | 朝来市 |
| 朝 来 郡 | 川上村       | 川上村                     | 川上村               | 中川村                     | 中川村                       | 昭和29年3月31日 朝来町                     | 朝来町                      | 朝来町                            | 平成17年4月1日 朝来市       | 朝来市 |
| 朝 来 郡 | 生野         | 生野                       | 生野                 | 生野町                     | 生野町                       | 生野町                                     | 生野町                      | 生野町                            | 平成17年4月1日 朝来市       | 朝来市 |
| 朝 来 郡 | 白口町       | 白口町                     | 白口町               | 生野町                     | 生野町                       | 生野町                                     | 生野町                      | 生野町                            | 平成17年4月1日 朝来市       | 朝来市 |
| 朝 来 郡 | 円山村       | 円山村                     | 明治8年 円山村       | 生野町                     | 生野町                       | 生野町                                     | 生野町                      | 生野町                            | 平成17年4月1日 朝来市       | 朝来市 |
| 朝 来 郡 | 菖蒲沢村     | 菖蒲沢村                   | 明治8年 円山村       | 生野町                     | 生野町                       | 生野町                                     | 生野町                      | 生野町                            | 平成17年4月1日 朝来市       | 朝来市 |
| 朝 来 郡 | 黒川村       | 黒川村                     | 黒川村               | 生野町                     | 生野町                       | 生野町                                     | 生野町                      | 生野町                            | 平成17年4月1日 朝来市       | 朝来市 |
| 朝 来 郡 | 竹原野村     | 竹原野村                   | 竹原野村             | 生野町                     | 生野町                       | 生野町                                     | 生野町                      | 生野町                            | 平成17年4月1日 朝来市       | 朝来市 |
| 朝 来 郡 | 上生野村     | 上生野村                   | 上生野村             | 生野町                     | 生野町                       | 生野町                                     | 生野町                      | 生野町                            | 平成17年4月1日 朝来市       | 朝来市 |
| 朝 来 郡 | 猪野々村     | 猪野々村                   | 猪野々村             | 生野町                     | 生野町                       | 生野町                                     | 生野町                      | 生野町                            | 平成17年4月1日 朝来市       | 朝来市 |
| 神 西 郡 | 森垣村       | 森垣村                     | 森垣村               | 生野町                     | 生野町                       | 生野町                                     | 生野町                      | 生野町                            | 平成17年4月1日 朝来市       | 朝来市 |
| 神 西 郡 | 真弓村       | 真弓村                     | 真弓村               | 生野町                     | 生野町                       | 生野町                                     | 生野町                      | 生野町                            | 平成17年4月1日 朝来市       | 朝来市 |
| 神 西 郡 | 川尻村       | 川尻村                     | 川尻村               | 長谷村 の一部              | 神崎郡 長谷村の一部          | 昭和30年3月31日 合併 神崎郡 大河内町の一部 | 昭和32年4月1日 生野町に編入 | 生野町                            | 平成17年4月1日 朝来市       | 朝来市 |
| 神 西 郡 | 栃原村       | 栃原村                     | 栃原村               | 長谷村 の一部              | 神崎郡 長谷村の一部          | 昭和30年3月31日 合併 神崎郡 大河内町の一部 | 昭和32年4月1日 生野町に編入 | 生野町                            | 平成17年4月1日 朝来市       | 朝来市 |

## 行政
養父・朝来郡長
| 代 | 氏名 | 就任年月日               | 退任年月日                | 備考 |
| -- | ---- | ------------------------ | ------------------------- | ---- |
| 1  |      | 明治12年（1879年）1月8日 |                           |      |
|    |      |                          | 明治29年（1896年）6月30日 | 廃官 |

朝来郡長
| 代 | 氏名 | 就任年月日               | 退任年月日                | 備考                   |
| -- | ---- | ------------------------ | ------------------------- | ---------------------- |
| 1  |      | 明治29年（1896年）7月1日 |                           |                        |
|    |      |                          | 大正15年（1926年）6月30日 | 郡役所廃止により、廃官 |